# أكاديمية الفنون الجميلة في فيينا
أكاديمية الفنون الجميلة في فيينا (بالألمانية: Akademie der bildenden Künste Wien)‏ هي مدرسة فنية عامة للتعليم العالي في فيينا في النمسا. تشتهر الأكاديمية خارج مجتمع الفنون برفضها لالتحاق أدولف هتلر لها مرتين (في 1907 و1908) بسبب «عدم صحته للرسم».

## التاريخ
تأسست أكاديمية الفنون الجميلة في فيينا عام 1692 كأكاديمية خاصة على غرار أكاديميا سان لوقا والأكاديمية الملكية للرسم والنحت بواسطة بيتر سترودل. وفي عام 1701 سماها الإمبراطور بوزف الأول باسم فرايهر الإمبراطورية. ومع وفاته عام 1714، أغلقت الأكاديمية مؤقتًا.